# Mareanivka, Kozelșciîna
Mareanivka (în ucraineană Мар'янівка) este un sat în comuna Vîsoka Vakulivka din raionul Kozelșciîna, regiunea Poltava, Ucraina.

## Demografie
Componența lingvistică a localității Mareanivka
     Ucraineană (100%)
Conform recensământului din 2001, toată populația localității Mareanivka era vorbitoare de ucraineană (100%).